# ウーマンラッシュアワーのオールナイトニッポン0(ZERO)
『ウーマンラッシュアワーのオールナイトニッポン0(ZERO)』（ウーマンラッシュアワーのオールナイトニッポンゼロ）は、ニッポン放送で放送されていたラジオ番組。オールナイトニッポン0(ZERO)の木曜日。

## 概要
パーソナリティーはウーマンラッシュアワー(THE MANZAI 2013の王者) の村本大輔と中川パラダイスの2人。2014年4月3日放送開始。
2014年1月2日木曜深夜に「ウーマンラッシュアワーのオールナイトニッポン」が放送。ボケの村本大輔が相方の中川パラダイスに「弾丸トークでダメ出し」をする「凸凹ぶり」が話題となって、オールナイトニッポン0(ZERO)への起用に至った。
3月6日にパーソナリティになることが発表され、3月25日にはオールナイトニッポン新パーソナリティ発表会見が行われた。
2015年2月26日の番組内で、翌月26日で番組が終了することを発表した。

## 放送時間
木曜 27:00 - 28:30 (2014年10月2日以降)
2014年9月25日までは27:00 - 29:00の放送。
NOTTVは2014年10月以降も27:00 - 29:00の放送。
一部ネット局は27:00 - 28:00の放送。詳細はオールナイトニッポン0(ZERO)#ネット局を参照。

## コーナー
基本的にフリートークのみで番組を進行していくスタイルで、ネタ投稿コーナーは設けられていない。
今週のネットニュース
ネットに配信されたニュースを基にトークする。午前4時台に入ると行われる。
夜明けジブリ
それまでの下衆なトークのお耳直しとしてスタジオジブリ作品で使用された楽曲を流す。

## ゲスト及びその他の出演者

### 2014年
- 5月22日：COWCOW (多田健二・善し)…中川パラダイスは網膜剥離手術のため欠席。
- 6月12日：みるきぃしげお
- 8月28日：鈴木拓 (ドランクドラゴン)
- 9月18日：チャラン・ポ・ランタン (もも・小春)
- 10月23日：ちゅうえい (流れ星)
- 12月18日：岡村隆史 (ナインティナイン)…村本が番組を遅刻したことを聞きつけ番組冒頭に出演。

## スタッフ
ディレクター
- 鈴木賢一
あだ名「ビーチさん」
番組開始にあたり前時間帯番組『ナインティナインのオールナイトニッポン』から移動。

構成
- 奥田泰
- 中川久嘉